# Hallodapus
Hallodapus är ett släkte av insekter. Hallodapus ingår i familjen ängsskinnbaggar.
Släktet innehåller bara arten Hallodapus rufescens.